# Robinho (calciatore 1997)
Ricardo Alexandre Ribeiro Vieira, meglio noto come Robinho (Lisbona, 31 luglio 1997), è un calciatore portoghese, attaccante dell'Académico de Viseu.

## Caratteristiche tecniche
È una seconda punta.

## Carriera
Nato a Lisbona, ha iniziato la sua carriera nel calcio dilettantistico, giocando per il Linda-a-Velha ed il Sacavenense.
In seguito nel 2018 si trasferisce al Belenenses SAD, con la quale, il 15 settembre 2019, debutta Primeira Liga disputando l'incontro vinto 3-1 contro il Marítimo.
Il 12 gennaio 2021 viene acquistato dal Penafiel in prestito fino al 30 giugno seguente, venendo poi riscatto a fine stagione.